# Адсубія
Адсубія, Л'Адзувія (ісп. Adsubia (офіційна назва), валенс. L'Atzúvia) — муніципалітет в Іспанії, у складі автономної спільноти Валенсія, у провінції Аліканте. Населення — 695 осіб (2010).

## Географія
Муніципалітет розташований на відстані близько 350 км на південний схід від Мадрида, 65 км на північний схід від Аліканте.
На території муніципалітету розташовані такі населені пункти: (дані про населення за 2010 рік)
- Адсубія: 602 особи
- Форна: 93 особи

### Клімат
| Кліматограма Адсубія                                                                           | Кліматограма Адсубія | Кліматограма Адсубія | Кліматограма Адсубія | Кліматограма Адсубія | Кліматограма Адсубія | Кліматограма Адсубія | Кліматограма Адсубія | Кліматограма Адсубія | Кліматограма Адсубія | Кліматограма Адсубія | Кліматограма Адсубія |
| ---------------------------------------------------------------------------------------------- | -------------------- | -------------------- | -------------------- | -------------------- | -------------------- | -------------------- | -------------------- | -------------------- | -------------------- | -------------------- | -------------------- |
| С                                                                                              | Л                    | Б                    | К                    | Т                    | Ч                    | Л                    | С                    | В                    | Ж                    | Л                    | Г                    |
| 40 11 7                                                                                        | 41 14 7              | 53 16 8              | 63 21 11             | 24 25 14             | 19 32 18             | 7 32 21              | 22 30 20             | 42 27 17             | 41 21 15             | 97 16 9              | 52 11 7              |
| Середня макс. і мін. температури повітря (°C) Атмосферні опади (мм), за рік : 501 мм. Джерело: |                      |                      |                      |                      |                      |                      |                      |                      |                      |                      |                      |

## Демографія
Динаміка населення (INE ):

## Галерея зображень

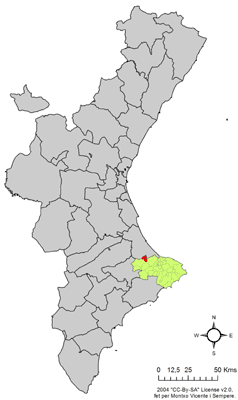
Розташування муніципалітету Адсубія у автономній спільноті Валенсія
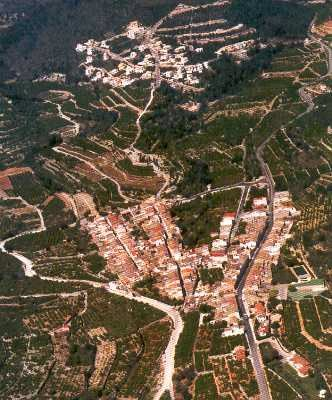
Вид згори
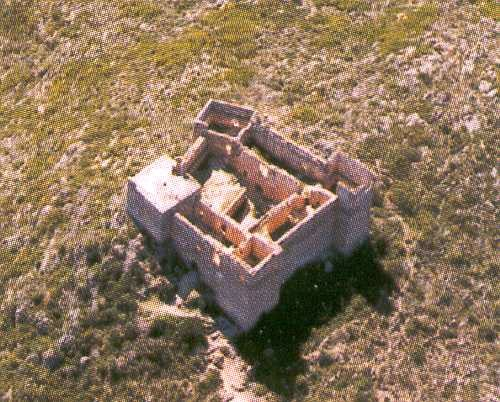
Форнський замок, вид згори
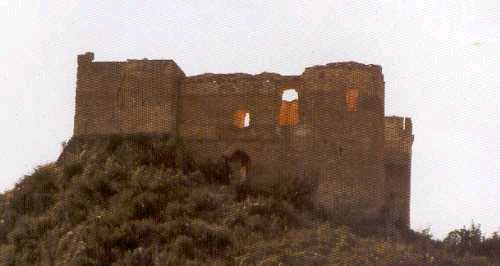
Замок у Форні
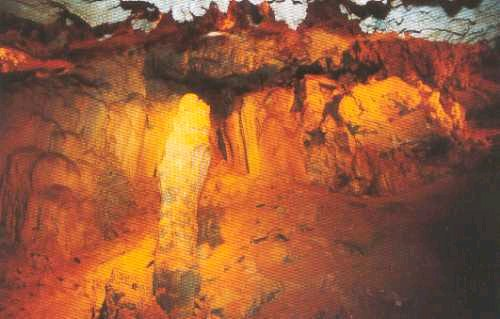
Печера Каналобре